# RFL Championship 1963-64
El Championship de 1963-64 fue la 69.º edición del torneo de rugby league más importante de Inglaterra.

## Formato
Los equipos se enfrentaron en formato de todos contra todos, el equipo que se ubicó en la primera posición al terminar el torneo se coronó campeón.
Se otorgaron 2 puntos por cada victoria, 1 por el empate y 0 por la derrota.

## Desarrollo

### Tabla de posiciones
| Pos. | Equipo               | Encuentros | Encuentros | Encuentros | Encuentros | Puntos |
| Pos. | Equipo               | PJ         | PG         | PE         | PP         | Puntos |
| ---- | -------------------- | ---------- | ---------- | ---------- | ---------- | ------ |
| 1    | Swinton Lions        | 30         | 25         | 0          | 5          | 50     |
| 2    | Wigan Warriors       | 30         | 21         | 2          | 7          | 44     |
| 3    | St Helens RFC        | 30         | 20         | 1          | 9          | 41     |
| 4    | Featherstone Rovers  | 30         | 18         | 1          | 11         | 37     |
| 5    | Workington Town      | 30         | 18         | 1          | 11         | 37     |
| 6    | Castleford Tigers    | 30         | 18         | 0          | 12         | 36     |
| 7    | Wakefield Trinity    | 30         | 16         | 0          | 14         | 36     |
| 8    | Halifax RLFC         | 30         | 15         | 1          | 14         | 31     |
| 9    | Hull Kingston Rovers | 30         | 15         | 0          | 15         | 30     |
| 10   | Warrington Wolves    | 30         | 15         | 0          | 15         | 30     |
| 11   | Hunslet FC           | 30         | 14         | 0          | 16         | 28     |
| 12   | Widnes Vikings       | 30         | 13         | 0          | 17         | 26     |
| 13   | Leeds Rhinos         | 30         | 10         | 0          | 20         | 20     |
| 14   | Huddersfield Giants  | 30         | 10         | 0          | 20         | 20     |
| 15   | Keighley Cougars     | 30         | 5          | 0          | 25         | 10     |
| 16   | Hull FC              | 30         | 4          | 0          | 24         | 8      |

|  | Campeón. |

| Bandera de Inglaterra |
| Campeón Swinton Lions |
| Sexto título          |